# ソウル・ダイナスティ
ソウル・ダイナスティ（Seoul Dynasty）は、大韓民国・ソウル特別市を本拠地とする『オーバーウォッチ』eスポーツチーム。「オーバーウォッチ・リーグ」東部地域所属。チーム名の「ダイナスティ（Dynasty）」は、「eスポーツの王朝を開創」の願いが込められている。